# Élections législatives guinéennes de 1968
Les élections législatives guinéennes de 1968 se déroulent le premier janvier 1968 afin de renouveler les 75 membres de l'Assemblée nationale de la Guinée.
La Guinée étant depuis l'indépendance un régime à parti unique sous l'égide du Parti démocratique de Guinée-Rassemblement démocratique africain, celui-ci remporte à nouveau l'intégralité des sièges. Son dirigeant Ahmed Sékou Touré est quant à lui réélu au cours de l'élection présidentielle organisée simultanément,.

## Système électoral
L'assemblée nationale est alors un parlement unicaméral composé de 75 députés pourvus tous les cinq ans au Scrutin de liste majoritaire, sans panachage ni vote préférentiel. Les électeurs votent pour une seule liste de candidats dans une unique circonscription électorale recouvrant l'ensemble du territoire national. Le Parti Démocratique de Guinée, affilié au Rassemblement Démocratique Africain étant le seul parti légal, la liste de candidats composée par le parti est la seule qui leur soit proposée,.
L'âge d'obtention du droit de vote est de 18 ans, tandis que les candidats doivent être âgés au minimum de 21 ans, faire partie d'un parti politique légalement reconnu et ne pas être fonctionnaires. Le comité central du PDG-RDA désigne ainsi ses candidats le 10 décembre 1967, dont seize femmes,.

## Résultats
|                           |                                            |           |       |        |               |  |  |  |  |  |  |  |  |  |
| Parti                     | Parti                                      | Votes     | %     | Sièges | +/–           |  |  |  |  |  |  |  |  |  |
|                           | Parti démocratique de Guinée-RDA (PDG-RDA) | 1 990 726 | 100   | 75     | en stagnation |  |  |  |  |  |  |  |  |  |
|                           |                                            |           |       |        |               |  |  |  |  |  |  |  |  |  |
| Suffrages exprimés        | Suffrages exprimés                         | 1 990 726 | 99,99 |        |               |  |  |  |  |  |  |  |  |  |
| Votes blancs et invalides | Votes blancs et invalides                  | 103       | 0,01  |        |               |  |  |  |  |  |  |  |  |  |
| Total                     | Total                                      | 1 990 829 | 100   | 75     | en stagnation |  |  |  |  |  |  |  |  |  |
| Abstentions               | Abstentions                                | 6 097     | 0,31  |        |               |  |  |  |  |  |  |  |  |  |
| Inscrits / participation  | Inscrits / participation                   | 1 996 926 | 99,69 |        |               |  |  |  |  |  |  |  |  |  |